# Ballindooley
Ballindooley is een plaats in het Ierse graafschap Galway. De plaats ligt direct ten noorden van de stad Galway, bij een klein meertje met dezelfde naam.